# 今村均
今村均（1886年6月28日—1968年10月4日），為大日本帝國陸軍軍人，最終階級為陸軍大將。在太平洋戰爭期間負責指揮日本軍第16軍進攻荷屬東印度（史稱蘭印作戰），1947年5月15日以「指揮第8方面軍士兵在所羅門群島跟新幾內亞犯下戰爭暴行」罪名遭澳大利亞軍事法庭判處10年有期徒刑。

## 早年經歷
今村均出生於宮城縣仙台區（現仙台市），父親為今村虎尾（新発田區裁判所判事）、母親為今村きよみ，隨父親勤務調動，先後就讀甲府市立琢美小學校（現富士川小學校）及山梨縣立甲府中學校（現甲府第一高校），之後轉入新潟縣立新發田高等学校以第一名成績順利畢業，
1907年5月31日，今村均以1,053名学生中的第54名成绩从陆军士官学校第19期毕业，成为一名见习军官。 12月26日，他被任命为陆军步兵少尉，隶属于第4步兵团。
1915年12月11日，他以全班第一名的成绩从陆军大学校第27届毕业并荣获御赐军刀。 与他同学的有本間雅晴（3年级）和东条英机（11年级）。

## 九一八事变和中日战争
1931年8月，今村均就任任总参谋部作战处处长。 9月，九一八事变爆发，今村与军事课长永田鉄山一起，根据领导层的混乱、民众的支持和世界舆论的反应，反对关东军主动调兵，反对朝鲜师团越过中朝边境。他收到消息称关东军的暴行与青年军官组织“桜会”有关，并在“十月事变”后努力控制局势，该事件后来成为一场未遂政变。今村称，头目橋本欣五郎等人在政变未遂后被捕，因为政变前夕，一名不知名的商人给了他们一张名片，上面写着有关政变的信息。
九一八事变爆发后，今村与《朝日新闻》总编辑绪方竹虎会面了四个小时，在会面中他承认总参谋部对关东军缺乏控制。行动不可避免，并呼吁公众支持九一八事变。此外，此前一直不支持九一八事变并参与抵制的《朝日新闻》据说此后发生了巨大的变化。
今村均前往满洲与不服从中央指挥的关东军谈判，却被高级参谋板垣征四郎和参谋石原莞尔召去饮酒作乐，石原莞尔取笑他，气得他离席而去。 今村均后来回忆说，关东军这种对抗中央控制的行为应受到严惩，另一方面，他认为那些不服从指挥的人后来得到了升迁，这就造就了后来的“下克上”之风。
1932年4月，今村均任步兵第57团团长。 1936年3月任关东军副参谋长兼驻满洲国大使馆武官。为了制止关东军从中央主动进行的内蒙古作战，时任总参谋部作战部长、主导九一八事变的石原莞尔，来到了军队。关东军参谋武藤彰嘲笑石原说：“我们在内蒙的行动是从师于你们”今村也在场。1933年5月31日，九一八事变结束。同年8月，就任陆军习志野学校秘书。在他任职期间，一次防毒气训练演习中发生事故，导致人员死亡，但在校长中島今朝吾少将的调解下，事件得以解除。
1937年7月，七七事变爆发。 8月，今村均任陆军步兵学校书记。 1938年1月，任陆军部兵员局局长。 11月，任第5师师长。
1939年，第一总参谋长富永恭次中将制定了切断法属印度支那的“援蒋路线”的行动计划，具体计划为摧毁中国国民革命军继续作战能力，从而结束中日战争。具体计划是占领广西南宁，切断南宁和龙州之间的补给线。但得到了包括副参谋长泽田茂在内的许多人的反对，富永说：“这是支那事变的最后战斗”（これが支那事変での最後の作戦）。最终，在富永的坚持下，战斗计划被批准。富永决定将今村率领的第5师团从满洲调出，但这次行动是在英法因世界大战爆发而无力再关心远东的有利时机占领南宁，也是为了以此作为进军法属印度支那的垫脚石。1939年11月15日至16日，第5师在钦州湾沿岸登陆，击败了出其不意的国军，开始向南宁猛进。国民革命军第135师已在南宁固守防御，但日第5师经过反复激烈的肉搏战，于11月24日突入城内并扫荡了剩余的守军，控制了这座城市。南宁一战，国军损失惨重，阵亡6125人，被俘664人。另一方面，日军损失较小，仅阵亡145人，受伤315人，取得了重大胜利，掠夺了市区大量战略物资。
今村均麾下的第5师在占领南宁后一直驻扎在本地，但国军现在有机会补充兵力，并发动了冬季攻势，对沦陷区进行大规模反攻。 12月17日，国军在南宁地区发起反击，该地区正是由第5师驻守，但国军的兵力约为14个师10万士兵，其中包括中国军队中唯一的机械化部队——第五军下属的国民革命军第200师。第五军以坦克为先头推进，兵力有压倒性优势的国军首先包围了由一个营组成的日驻军防守的昆仑关，但第二天即18日，今村派出步兵第二十一连队（联队长：三木吉之助大佐）和中村支队（支隊長：中村正雄少将）依次增援。然而，南宁和昆仑之间的交通线被切断，援军被大量的国军包围。经过约10天的激战，第5师团誓死抵抗，中村支队长阵亡。12月30日，第5师团决定放弃昆仑关，退至后方阵地。 看到了第5师团的困境，第21军军长安藤利吉中将派出援军，于次日，即1940年1月28日发起全面进攻。能够击退中国军队。富永飞到现场时，听取了安藤的要求，将军队组织得更加符合当前的战争形势，撤编了第21军，将其改编为第22军，并制定了南支派遣军的战斗序列。试图通过发布收编军队的命令来稳定战争局势。最终，仅攻占南宁还不足以彻底切断“援蒋路线”，法属印度支那的物资继续通过滇越铁路运往中国，而当日军占领南宁时，运输的货物数量增加了一倍。日本对此向法属印度支那总督抗议，并派出海军对地攻击机轰炸滇越铁路，造成法国人伤亡等事件，导致日本与法属印度支那局势紧张。
1940年3月，今村均任教育总监部部长。他在岛崎藤村等人的帮助下，负责起草《戦陣訓》。他后来回忆说，他的错误在于他太努力地想写一个好故事，导致故事太长。《戦陣訓》最初是岩畔豪雄在目睹抗日战争期间频发的抢劫、强奸、杀害平民事件而震惊的心血结晶，后来今村回到前线担任指挥官后，在亲眼目睹了军纪混乱的情况后，他回忆道，自己应该写得更清楚、简短，“保护无辜居民，禁止士兵从事抢劫、强奸等非法行为。”

## 荷屬東印度攻防戰
1941年11月擔任第16軍司令官，太平洋戰爭爆發時，負責蘭印作戰的指揮，進攻荷屬東印度（現在的印尼）。1942年2月，攻下蘇門答臘島東方重要的油田巨港。3月1日，他的座艦神州丸在巽他海峽戰役被己方最上号重巡洋舰的魚雷誤擊沈沒，他游泳上岸。他指揮日軍大規模登陸爪哇島，因盟軍誤判登陸日軍兵力，3月9日島上9萬3千名荷軍與5千名英、美、澳軍無條件投降。
今村發揮政治手腕，釋放被流放、監禁的蘇卡諾、哈達等政治犯，給予資金與物資、設立諮詢會、錄用當地人為公務員等措施，援助獨立運動。另外在煉油設施修復後將石油販售價格減半，以殖民政府的公款在各地建設學校，嚴令禁止日本軍人掠奪當地民眾，以攏絡民心。對於當地荷蘭平民允許外出，盟軍戰俘也盡量給予良好待遇。
隨著戰爭進行，日本本土因物資短缺而實行配給制，日本政府要求大量輸入荷屬東印度生產的白木棉，緩解本土布料不足情況，遭到今村拒絕。理由是會壓迫當地民眾日常生活所需，且當地有以白木棉包裹死者下葬的宗教信仰。此舉遭到政府與軍部的猛烈抨擊，但來此視察的政府高官兒玉秀雄回國報告「原住民對日本人都很親切，荷蘭人也放棄敵對態度」、「在治安狀況、產業復甦、軍需物資調度方面，爪哇都是突出的優秀」，對爪哇的軍政有極高的評價。《偉大的印度尼西亞》在荷蘭統治下被列禁歌，今村則請人在東京錄製黑膠唱片，發放給當地居民。
即使如此今村的施政還是有許多批評者。1942年3月，參謀總長杉山元來到巴達維亞，直接對今村說「中央對爪哇攻略相當滿足並頗為讚賞，但對之後的軍政批判很多應多注意。」此時杉山還表示「本間雅晴因為巴丹半島攻略不順，大本營預定要換掉他。」而今村則反駁「巴丹攻略不順是主要是大本營對當地狀況的掌握、指導不足，在兵力不足的情況下卻逼著要早點攻下巴丹，把責任推到本間身上太不公平。」讓杉山稍微軟化態度。
之後東條英機又派軍務局長武藤章和人事局長富永恭次前來與今村面談。武藤對今村表示「（荷屬東印度）需要和新加坡同樣的強硬政策」，今村則以日軍《占領地統治要綱》中的「以公正之威徳使民眾心悅誠服，修復被破壞的軍需資源施設」來反駁，雙方爭執不下。眼見沒有共識的今村對富永說「去年以大臣之名對全陸軍發布的《戦陣訓》，眾所皆知是由我起草的。要違背當中所載，我良心無法接受」「富永人事局長可向大臣申訴、重新修改發布《占領地統治要綱》，不然就讓上頭把我免職。結論只有一個。在新要綱發布前，我的爪哇軍政方針絕不更改。」對富永以去職相逼，引用《戦陣訓》中「皇軍應以仁恕之心愛護無辜的住民」表達其強烈意志。武藤之後並未改變態度，但富永同意今村看法，在1942年10月向中央去電「爪哇軍政無改變必要，以現在方針進行即可。」而之後武藤以近衛師團長身份轉任達蘇門答臘，眼見當地軍政成果之後，也認識到今村方針正確而對之前的失禮道歉。
接替今村職位的原田熊吉則改為強硬統治，有人認為這讓當地反日游擊隊得以更加活躍。對初期軍政有接觸的印尼士兵多半對今村有好評，對今村離任後的日本軍施政則多為惡評。雖然現在部份日本人主張「其施政收錄在現在印尼歴史教材中」，但實際上的印尼歷史教科書對整體日本軍政統治的評價仍相當嚴苛。

## 所羅門群島跟新幾內亞防衛戰
1942年11月20日，今村前往新不列顛島的拉包爾，就任第8方面軍司令官。今村與山本五十六有交情，在今村到任的晚餐會上，山本在多位陸、海軍的軍官面前直接表示「從大本營聽到拉包爾陸海共同作戰的司令官是你（今村），雖然誰來當都一樣，但仍讓我有種安心感，因為彼此能暢所欲言不用顧慮猶豫」。據說今村聽到山本戰死的消息也因此悲傷落淚。今村也和戰死的山本一樣，在搭乘海軍的一式陸上攻撃機視察前線時遭遇到美軍戰鬥機襲擊，但幸運生還。
1943年初，美軍完全佔領瓜達卡納爾島和新幾內亞東部，拉包爾的「第一任務」因此結束，開始進行「第二任務」，也就是阻止美軍進一步攻佔索羅門群島和整個新幾內亞。日軍將防線設在新喬治亞島的孟達角航空基地與新幾內亞薩拉毛亞的連線，防衛部隊的海軍指揮官為草鹿任一，陸軍指揮官則是今村。
今村讓拉包爾航空隊積極活動，讓美軍高估了拉包爾實際擁有的航空兵力，使其判斷拉包爾是美軍西進補給線的重大威脅，同時拉包爾在今村的指示下要塞化。今村吸收瓜達卡納爾島的教訓，預料到美國海軍會封鎖補給線，因此指示在島上大量開墾農田，整備糧食自給自足的體制，據說今村自己還身先士卒親自下田耕作。與提倡自給自足的陸軍相比，島上海軍部隊當初對此反應相當冷淡。但隨著戰況惡化，也開始向陸軍請教農耕知識。為了防範美軍空襲與登陸，構築堅固的地下要塞、醫院，甚至有生產武器彈藥的工廠。美軍掌握島上情況後，判斷攻佔拉包爾會付出重大損失，日軍補給路線簡化後防備可能還會進一步增強，決定繞過拉包爾，只使其無力化。
為使拉包爾無力化、美軍佔領索羅門群島後，以拉包爾為中心的俾斯麥群島受到猛烈空襲。第8方面軍的軍官統計，來襲敵機數在1944年1月是2979架次，2月是2732架次。1944年2月，日本海軍艦隊的主要前進基地特魯克島遭遇猛烈空襲（冰雹行動），連合艦隊司令長官古賀峯一決定撤出駐紮在拉包爾的海軍軍機，拉包爾航空隊對美軍已不構成威脅。不過美軍仍進一步行動將拉包爾封鎖，先後攻佔格林群島並建設航空基地，使整個俾斯麥群島都涵蓋在戰鬥機航程內。再佔領阿得米拉堤群島與埃米勞島，完成對拉包爾的封鎖與無力化。美軍執行這一系列行動的損失僅300人左右。不過被孤立的拉包爾守軍已建立自給自足的體制，也儲備了相當的補給物資，今村的第8方面軍和草鹿的南東方面艦隊，就在此堅持到戰爭結束。

## 軍事審訊與晚年
1945年8月15日，日本宣布投降，第二次世界大戰結束。今村曾對冨澤暉表示「拉包爾的事務處理告一段落後，想要自殺負責，但因為服用的藥物過期而沒死」。
在戰後的軍事審判，今村被以乙級（B級）和丙級（C級）的罪嫌被起訴，在澳大利亞軍事法庭遭判處10年有期徒刑。在雅加達的荷蘭軍事法庭被求處死刑，但因證據不足判處無罪。今村本人表示，依據美澳荷三國協議，他會被送到巢鴨刑務所服刑；但他提出要和部下一起在馬努斯島服刑的申請，獲得了許可。有說法是今村的申請被呈報給麥克阿瑟，讓麥克阿瑟讚揚是武士道精神展現而許可。今村在馬努斯島澳洲軍事監獄從1950年3月服刑到1953年8月，隨著監獄裁撤而與其他日本受刑人回到巢鴨刑務所服刑，1954年1月期滿出獄。在獄中開始執筆，出獄4年後出版《今村均回顧録》。
1955年9月24日起擔任防衛廳顧問。1968年10月4日逝世，享年82歲。墓地在仙台市的輪王寺。

## 人物像
今村在中國戰場與爪哇進攻作戰均有表現，屬於舊日本陸軍中擅戰的將領之一，不過其真正為人所知主要是因為他在軍政管理上的表現。在以軍政身分督管印尼期間，今村巧妙的以拉攏民族運動人士及寬大的佔領政策得到當地人的支持，並實施了如人道對待荷蘭戰俘、約束佔領軍暴行等少見於日軍的人道措施。其因尊重當地人習俗而取消徵集白木棉的故事在當地相當有名，甚至在印尼獨立後還曾被收錄在學校教材中。而在擔任第八方面軍司令期間，今村也及早預測到拉包爾基地遭圍困的可能而落實了不壓榨當地原住民的糧食自給，使當地10萬日軍的生命得到保全。
今村在當時的日軍將領中亦屬少見的溫和有氣量之人，1942年3月，今村在指揮登陸爪哇島時所乘坐的運輸艦神州丸遭到海軍重巡洋艦最上號的魚雷誤擊沉沒，不但導致陸軍約100人死亡，今村及其參謀更在海上漂流了3個小時才被救起。數日後當海軍前來謝罪時，今村不但未予就責，還主動地說「船隻是以遭到盟軍潛艇、空襲而沉沒」為海軍開脫─由於舊日本陸海軍交惡已久，今村庇護海軍失態之舉令海軍相當感激。
日後以鬼太郎成名的漫畫家水木茂因二戰期間在拉包爾服役而與今村均有數面之緣，並在回憶時形容為「我所遇過的人中最讓人感到溫暖的」。

## 著作
- 1960《今村均大将回想録》全4巻(自由アジア社)

## 簡表
- 1905年（明治38年）7月 - 陸軍士官學校候補生。
- 1907年（明治40年）5月31日 - 陸軍士官學校畢業（19期）。
  - 12月26日 - 晉升少尉。
- 1910年（明治43年）11月 - 晉升中尉。
- 1912年（大正1年）12月13日 - 陸軍大學校入學。
- 1915年（大正4年）12月11日 - 陸軍大學校畢業（27期優等）。
- 1916年（大正5年）8月 - 陸軍省軍務局副勤務（歩兵課）。
- 1917年（大正6年）5月 - 晉升大尉。軍務局課員。
- 1918年（大正7年）10月3日 - 駐英國大使館武官補佐官。
- 1921年（大正10年）8月 - 參謀本部部員。
- 1922年（大正11年）8月 - 晉升少佐。
- 1923年（大正12年）4月 - 元帥陸軍大將上原勇作副官（兼任）。
- 1926年（大正15年）8月1日 - 晉升中佐。步兵第74連隊副。
- 1927年（昭和2年）4月9日 - 駐印度公使館副武官。
  - 11月15日 - 軍務局課員。
- 1930年（昭和5年）8月1日 - 晉升大佐。軍務局徵募課長。
- 1931年（昭和6年）8月1日 - 參謀本部作戰課長。
- 1932年（昭和7年）2月10日 - 參謀本部副（上海派遣）。
  - 4月11日 - 步兵第57連隊長。
- 1933年（昭和8年）8月1日 - 陸軍習志野學校幹事。
- 1935年（昭和10年）3月15日 - 晉升少將。步兵第40旅團長。
- 1936年（昭和11年）3月23日 - 關東軍參謀副長兼駐滿州國大使館副武官。
- 1937年（昭和12年）8月2日 - 陸軍步兵學校幹事。
- 1938年（昭和13年）1月27日 - 陸軍省兵務長。
  - 3月1日 - 晉升中將。
  - 11月9日 - 第5師團長。
- 1940年（昭和15年）3月9日 - 教育總監部本部長。
- 1941年（昭和16年）6月28日 - 第23軍司令官。
  - 11月6日 - 第16軍司令官。
- 1942年（昭和17年）11月9日 - 第8方面軍司令官。
- 1943年（昭和18年）5月1日 - 晉升大將。
- 1946年（昭和21年）4月28日 - 進入拉包爾戰犯收容所。
- 1947年（昭和22年）5月15日 - 澳大利亞軍事法庭判決有期徒刑十年。
- 1948年（昭和23年）5月3日 - 為方便荷蘭軍事法庭審判移監轉往爪哇島蘇達斯維克刑務所。
- 1949年（昭和24年）12月24日 - 荷蘭跟印度軍事法庭判決無罪。
- 1950年（昭和25年）1月21日 - 從印度尼西亞回國。移往東京巢鴨拘置所服刑。
  - 2月21日 - 希望與部下共同服刑而申請前往馬努斯島刑務所服刑。
  - 3月4日 - 轉往馬努斯島刑務所服刑。
- 1953年（昭和28年）8月8日 - 澳大利亞政府關閉馬努斯島刑務所。移往東京巢鴨拘置所服刑。
- 1954年（昭和29年）11月13日 - 刑期屆滿從巢鴨拘置所出獄。
- 1968年（昭和43年）10月4日 - 心肌梗塞逝世於東京都世田谷區自宅。享年82歲。

## 親族
- 父 今村虎尾（新發田區裁判所長判事）
- 弟 今村安（陸軍大佐）
- 弟 今村久（陸軍中佐）
- 弟 今村方策（陸軍大佐）
- 岳父 千田登文（陸軍少佐）
- 姊夫 中村孝太郎（陸軍大佐）
- 姊夫 木村三郎（陸軍大尉）
- 姊夫 千田俔次郎（陸軍少將）
- 外甥 武田功（陸軍大佐）

## 外部連結
- 今村均經歷[永久]
- 今村均年譜[永久]